# Janika Sprunger
Pour les articles homonymes, voir Sprunger.
Janika Sprunger est une cavalière de saut d'obstacles suisse née le 29 mai 1987 à Bâle. Elle a commencé la compétition internationale lors du championnat d'Europe juniors en 2005.

## Biographie

### Jeunesse
Janika Sprunger a grandi au sein d’une famille de passionnés d’équitation. Son père, Hansueli Sprunger, est également un cavalier professionnel pratiquant la compétition de saut d’obstacles. Sa mère, Dominique Sprunger, est institutrice d’équitation. Elle a donc toujours grandi entourée par les chevaux.  Son frère, Michel Sprunger, quant à lui, n’est jamais monté à cheval mais est devenu footballeur professionnel en Suisse.

### Carrière
Janika Sprunger a commencé à monter à cheval à l’âge de 4 ans et a obtenu sa licence nationale de cavalière à 12 ans. Elle a participé à sa première compétition à l’âge de 8 ans avec son poney. Après avoir terminé ses études et obtenu sa maturité, elle décide de se consacrer à son sport.
Elle participe de 2005 à 2008 aux Championnats d'Europe Juniors et Jeunes Cavaliers et décroche la première place en 2006 à Athènes et en 2008 à Prague. En 2009, elle remporte l’European Youngster Cup au stade de Neuendorf en Suisse. En juillet de la même année, elle obtient une qualification pour la finale de la coupe de Suisse. En 2010, Janicka Sprunger rejoint l’équipe nationale suisse pour la Coupe des nations de saut d'obstacles de Rome.
Elle commence ses premiers Global Champions Tour en 2011.
Son prochain grand objectif est de participer aux Jeux olympiques d'été de 2016 à Rio au Brésil.

### Vie privée
Janika Sprunger est mariée avec le cavalier Henrik von Eckermann, avec qui elle a eu un enfant. Elle est la cousine d'Ellen Sprunger et de Lea Sprunger, toutes deux athlètes professionnelles, et du hockeyeur Julien Sprunger.

## Palmarès
- 2006 : première place au Championnat d'Europe de saut d’obstacles juniors à Athènes ;
- 2008 : première place au Championnat d'Europe de saut d’obstacles juniors à Prague ;
- 2009 : première place à l'European Yougster Cup au stade de  Neuendorf en Suisse ;
- 2009 : première place au Grand Prix du CSI 2* à Herstal (Belgique) ;
- 2011 : deuxième place en équipe à la Coupe des nations ;
- 2011 : deuxième place lors du CSI 5* à San Patrignano ;
- 2011 : cinquième place lors du Grand Prix de Stuttgart ;
- 2012 : championne suisse à Schaffhouse ;
- 2012 : quatrième place au CSI 5* de Genève ;
- 2012 : cinquième place à la Coupe des nations de Rotterdam ;
- 2013 : deuxième place au Grand Prix d'Aix la Chapelle.

## Chevaux
Les chevaux de Janika Sprunger appartiennent à Georg Kähny, grand ami de son père et mécène qui la suit depuis le début de sa carrière :
- JL's Komparse : ce cheval gris né en 2001 a pour père Kolibri. Janika Sprunger est son unique cavalière[4] ;
- Uptown Boy : ce cheval bai foncé né 2001 a pour père Ordermus R. Janika Sprunger en est l’unique cavalière[5] ;
- Aris CMS (2011-2018) : ce cheval alezan né en 2005 ans a pour père Nassau. Janika Sprunger en fut l’unique cavalière[6] jusqu'à sa vente, en février 2018[7] ;
- Palloubet D’Halong : ce cheval alezan né en 2007 a pour père le prestigieux cheval Baloubet du Rouet. Il appartenait à Georg Kähny qui l’a vendu en 2013[8]. Cette vente a fait beaucoup parler dans le monde équestre pour le montant de la transaction, 11 millions d’Euros, un prix d’exception pour un cheval de saut d’obstacles. Palloubet était arrivé à l’âge de 6 ans au sein des écuries de Janika et était son meilleur cheval[9] ;
- Electra van't Roosakker : jument alezane née en 2004, ayant pour père Carthago. Avant d’appartenir à Janika Sprunger, elle appartenait à Jos Lansink, cavalier belge[10] ;
- Billy Pukka : cheval bai foncé né en 2007 ayant pour père Chacco Blue. Janika Sprunger en est l'unique cavalière[11].